# Mondadori
Arnoldo Mondadori Editore, conocida como Mondadori, es la editorial más grande de Italia, tiene su sede en Segrate, Milán. Fue fundada en 1907 por Arnoldo Mondadori y actualmente es controlado por el Grupo Fininvest, que a su vez es propiedad de la familia Berlusconi.
Mondadori publica libros y periódicos (en papel y digitales) en Italia y en otras partes del mundo, tiene una extensa cadena de tiendas, que opera con la fórmula de franquicias, tiene una concesión de publicidad en joint venture con Publitalia 80 (empresa de publicidad televisiva del grupo Mediaset que a su vez también es propiedad de la familia Berlusconi) y posee el 20% de Monradio srl, la compañía que controla la emisora Radio 101.

### En el mercado hispanohablante
En 1989 Mondadori se expandió a México al adquirir la editorial Grijalbo. A partir de 2001, constituyó una joint venture en conjunto con Random House en países de habla hispana bajo el nombre Random House Mondadori. Esta empresa conjunta finalizó en noviembre de 2012 cuando Random House compró la participación de Mondadori y más tarde se convirtió en parte de Penguin Random House Grupo Editorial. En 2014 con la reorganización del grupo empresarial fue convertido en un sello editorial y pasó a llamarse Literatura Random House.